# Mowdok Mual
De Mowdok Mual is een berg in het oosten van Bangladesh aan de grens met Myanmar. Met 1063 meter is de Mowdok Mual het hoogste punt van Bangladesh.